# Station Maromme
Station Maromme is een spoorwegstation in de Franse gemeente Maromme. Op het station stoppen TER treinen van de SNCF in de richtingen Le Havre - Rouen Rive-Droite en Dieppe - Rouen-Rive-Droite.